# Nepeta annua
Nepeta annua là một loài thực vật có hoa trong họ Hoa môi. Loài này được Pall. mô tả khoa học đầu tiên năm 1779.